# 28e division d'infanterie (Allemagne)
Pour les articles homonymes, voir 28e division d'infanterie.
La  28e division d'infanterie est une des divisions d'infanterie de la Wehrmacht durant la Seconde Guerre mondiale.

## Composition

### 1erseptembre 1939
Général Hans von Obstfelder
- 7e Régiment d'Infanterie
- 49e Régiment d'Infanterie
- 83e Régiment d'Infanterie

## Théâtres d'opérations
- 1939
  - 1er septembre au 6 octobre 1939 : Campagne de Pologne
- 1941
- Opération Barbarossa
- 1942
  - 22 octobre 1941 au 22 janvier 1942 : Bataille de Moscou
  - Siège de Léningrad
    - Offensive de Siniavine